# شارع الاستقلال (عمان)
شارع الاستقلال من شوارع العاصمة الأردنية عمان السريعة التي تربط جزئها الغربي بالشرقي. وهو من الشوارع الحيوية بالمدينة، حيث يحوي اليوم على عدد من الصروح المعمارية الهامة مثل مستشفى الاستقلال والاستقلال مول ومبنى نادي أمانة عمان الكبرى ومن أهم المدارس الي تقع على شارع الاستقلال مدارس العروبة والاتحاد. يتقاطع هذا الشارع مع شارع الأردن الذي يربط وسط عمان بشمالها.
يبدأ الشارع من دوار الداخلية قرب جبل الحسين وينتهي بمنطقة وادي الرمم في عمان الشرقية.
سمي بهذا الاسم تيمنا بيوم استقلال المملكة الأردنية الهاشمية عن بريطانيا في 25 ايار 1946.